# Reginald Owen
John Reginald Owen (Wheathampstead, Inglaterra; 5 de agosto de 1887-Boise, Idaho; 5 de noviembre de 1972) fue un actor cinematográfico de carácter de nacionalidad británica, conocido por sus numerosas interpretaciones tanto en filmes de su país como de Estados Unidos.

## Biografía
Nacido en Wheathampstead, Inglaterra, Owen se formó en la Royal Academy of Dramatic Art dirigida por Sir Herbert Beerbohm Tree, debutando profesionalmente en 1905. En 1920 viajó a los Estados Unidos, trabajando en un principio como actor teatral en el circuito de Broadway en Nueva York, y pasando más adelante a Hollywood, donde inició una larga carrera cinematográfica, llegando a convertirse en una cara familiar para el público gracias a sus múltiples actuaciones para MGM.

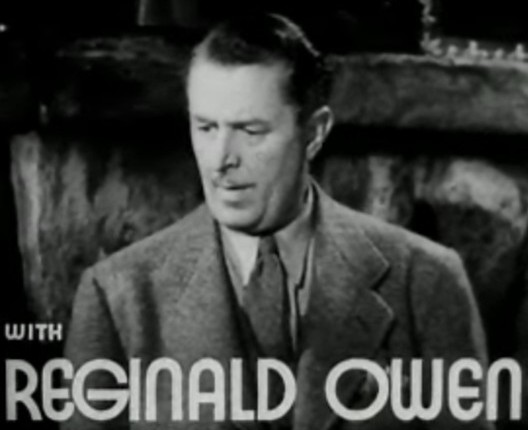
Owen en Petticoat Fever (1936)

Owen es quizás más conocido hoy en día por su actuación en el papel de Ebenezer Scrooge en la versión rodada en 1938 de la obra de Charles Dickens A Christmas Carol. Owen heredó el personaje tras fracturarse una cadera Lionel Barrymore, quien había encarnado en la radio a Scrooge durante muchas navidades.
Owen fue uno de los únicos cuatro actores que interpretaron tanto a Sherlock Holmes como al Doctor John H. Watson. Jeremy Brett había encarnado a Watson en el teatro estadounidense antes de ser Holmes en la televisión británica; Carleton Hobbs hizo ambos papeles en adaptaciones radiofónicas británicas, y Patrick Macnee interpretó a ambos personajes en telefilmes estadounidenses. Owen fue primero Watson en la cinta de 1932 Sherlock Holmes, y el mismo Holmes en la de 1933 A Study in Scarlet. Habiendo sido Ebenezer Scrooge, Sherlock Holmes y el Dr. Watson, Owen tuvo la rara distinción de interpretar a tres personajes clásicos de la ficción de la época victoriana.
En los últimos años de su carrera, Owen actuó junto a James Garner en la serie televisiva Maverick, en los episodios "The Belcastle Brand" (1957) y "Gun-Shy" (1958), además de en un capítulo de la serie "One Step Beyond". También fue escogido para trabajar en las películas de Walt Disney Mary Poppins (1964) y Bedknobs and Broomsticks (1971).
Reginald Owen falleció en 1972 en Boise, Idaho, a causa de un infarto agudo de miocardio. Tenía 85 años de edad. Fue enterrado en el Cementerio Morris Hill de Boise.

## Selección de su filmografía
| - 1911 : Henry VIII - 1922 : The Grass Orphan - 1929 : La carta / La carta trágica (The Letter) - 1931 : La jaula de oro (Platinum Blonde), de Frank Capra - 1932 : Downstairs - 1932 : Sherlock Holmes - 1932 : El hombre que volvió (The Man Called Back) - 1933 : A Study in Scarlet, de Edwin L. Marin - 1933 : Double Harness - 1933 : Voltaire, de John G. Adolfi - 1933 : La reina Cristina de Suecia (Queen Chistina) - 1934 : El altar de la moda (Fashions of 1934), de William Dieterle - 1934 : La casa de Rothschild (The House of Rothschild), de Alfred L. Werker - 1934 : Stingaree, de William A. Wellman - 1934 : Mandalay, de Michael Curtiz - 1934 : Cautivo del deseo (Of Human Bondage), de John Cromwell - 1934 : Madame Du Barry - 1934 : Música en el aire (Music in the Air) - 1935 : Escapade - 1935 : La llamada de la selva (Call of the wild), de William A. Wellman - 1935 : Anna Karenina, de Clarence Brown - 1935 : Historia de dos ciudades (A Tale of Two Cities), de Jack Conway - 1935 : Una chica angelical (The Good Fairy), de William Wyler - 1936 : Rose Marie - 1936 : El gran Ziegfeld, de Robert Z. Leonard - 1936 : El club de los suicidas (Trouble for Two), de J. Walter Ruben - 1936 : Yours for the Asking - 1936 : Amor entre espías (Love on the Run) - 1937 : Jugando a la misma carta (Personal Property), de W. S. Van Dyke - 1937 : Madame X - 1937 : Maria Walewska (Conquest), de Clarence Brown - 1937 : La novia vestía de rojo (The Bride Wore Red), de Dorothy Arzner - 1937 : Rosalie, de W. S. Van Dyke - 1938 : Everybody Sing - 1938 : Paradise for Three - 1938 : Kidnapped - 1938 : Three Loves Has Nancy - 1938 : Cuento de Navidad (A Christmas Carol) - 1939 : La jungla en armas / Sangre de valientes (The Real Glory) - 1939 : Remember?, de Norman Z. McLeod - 1939 : Hotel Imperial - 1939 : Fast and Loose - 1940 : The Earl of Chicago, de Richard Thorpe y Victor Saville - 1940 : Hullabaloo | - 1941 : Lady Be Good, de Norman Z. McLeod - 1941 : Un rostro de mujer (A Woman's Face), de George Cukor - 1941 : Aventura en Bombay / Entre ladrones anda el amor (They Met in Bombay), de Clarence Brown - 1941 : El tesoro de Tarzán (Tarzan's Secret Treasure), de Richard Thorpe - 1942 : La mujer del año (Woman of the Year), de George Stevens - 1942 : Sucedió bailando (We Were Dancing), de Robert Z. Leonard - 1942 : I Married an Angel, de W. S. Van Dyke - 1942 : Cairo, de W. S. Van Dyke - 1942 : La señora Miniver, (Mrs. Miniver) de William Wyler - 1942 : Somewhere I’ll find you, de Wesley Ruggles - 1942 : Cargamento blanco (White Cargo) - 1942 : En la noche del pasado / Niebla en el pasado (Random Harvest), de Mervyn LeRoy - 1942 : Reunión en Francia (Reunion in France), de Jules Dassin - 1943 : Bajo sospecha (Above Suspicion), de Richard Thorpe - 1943 : Three Hearts for Julia, de Richard Thorpe - 1943 : Salute to the Marines - 1943 : Madame Curie, de Mervyn LeRoy - 1944 : El fantasma de Canterville (The Canterville Ghost) - 1944 : Fuego de juventud (National Velvet), de Clarence Brown - 1945 : La bribona (Kitty), de Mitchell Leisen - 1945 : El valle del destino (The Valley of Decision) - 1945 : El capitán Kidd (Captain Kidd), de Rowland V. Lee - 1945 : She Went to the Races, de Willis Goldbeck - 1946 : Memorias de una doncella (The Diary of a Chambermaid), de Jean Renoir - 1946 : El pecado de Cluny Brown (Cluny Brown), de Ernst Lubitsch - 1946 : Monsieur Beaucaire, de George Marshall - 1947 : La calle del Delfín Verde (Green Dolphin Street), de Victor Saville - 1947 : Casi una señora (The Imperfect Lady) - 1947 : If Winter Comes, de Victor Saville - 1948 : El pirata (The Pirate) - 1948 : Julia se porta mal (Julia Misbehaves), de Jack Conway - 1948 : Las colinas de mi tierra (Hills of Home) - 1948 : Los tres mosqueteros (The Three Musketeers) - 1949 : El jardín secreto (The Secret Garden), de Fred M. Wilcox - 1949 : El desafío de Lassie (Challenge to Lassie) - 1950 : La historia de los Miniver (The Miniver story), de Henry C. Potter - 1950 : Kim de la India (Kim) - 1958 : Los jóvenes invasores (Darby's Rangers), de William A. Wellman - 1962 : Cinco semanas en globo (Five Weeks in a Balloon), de Irwin Allen - 1963 : Su pequeña aventura (The Thrill of It All), de Norman Jewison - 1964 : Mary Poppins, de Robert Stevenson - 1971 : La bruja novata / Travesuras de una bruja (Bedknobs and Broomsticks), de Robert Stevenson |